# Андо Кенкічі
Андо Кенкічі (3 травня 1950) — японський важкоатлет.
Бронзовий призер Олімпійських Ігор 1976 року в категорії до 56 кг.
Срібний призер Чемпіонату світу 1971 року в категорії до 60 кг, бронзовий призер 1978 року в категорії до 56 кг.